# Когезин

Диаграмма когезина с указанием четырёх составляющих его белковых субъединиц.

Когези́н — мультибелковый комплекс, который регулирует процесс разделения сестринских хроматид в ходе деления клетки (как мейоза, так и митоза).
Когезин представляет собой белковый комплекс, который играет ключевую роль в репарации ДНК путём гомологичной рекомбинации, а также в когезии и сегрегации хромосом во время клеточного деления.
Когезин был отдельно открыт в почкующихся дрожжах (Saccharomyces cerevisiae) Дугласом Кошландом и Кимом Нэсмитом в 1997 году.

## Структура

Модели структуры SMC и когезина.

Когезин является мультибелковым комплексом и состоит из четырёх составляющих его субъединиц: SMC1, SMC3, SCC1 или RAD21, SCC3 (SA1 или SA2). SMC1 и SMC3 являются членами семейства белков структурного поддержания хромосом (SMC-белки). SMC-белки имеют две главные  характеристики: АТФазную активность домена, образующегося при взаимодействии C-конца и N-конца белка и петлеобразную зону, позволяющую димеризацию SMC. Домен АТФазы и петля соединяются между собой через длинную антипараллельную «спираль из спиралей» (двуспиральную область). Общая структура димера имеет центральную петлю, окружённую АТФазами. В присутствии АТФ два домена АТФазы могут связываться, формируя структуру кольца. Гидролиз АТФ может вызвать открывание или закрывание кольца.
N-концевой домен RAD21 содержит две α-спирали, которые образуют трёхспиральный пучок со спиралью SMC3. Центральная область RAD21 считается в основном неструктурированной, но содержит несколько сайтов связывания для регуляторов когезина. Сюда входит сайт связывания для SA1 или SA2, мотивы узнавания для расщепления сепаразой и область, конкурентно связанная с PDS5A, PDS5B или NIPBL. С-концевой домен RAD21 образует крылатую спираль, которая связывает два β-листа в головном домене SMC1.
SCC1 и SCC3 соединяют  АТФазные домены SMC1 и SMC3, стабилизируя структуру кольца. N- и C-концы SCC1 соединяются с SMC1 и SMC3. Когда SCC1 соединяется с белком SMC, SCC3 также может присоединиться, соединяясь с С-концевым участком SCC1. Когда SCC1 соединяется и с SMC1, и с SMC3, комплекс когезина формирует закрытую форму кольца. Если же он соединяется только с одним из белков SMC, то образуется структура открытого кольца. Недавно было обнаружено, что кольца когезина могут димеризироваться, образуя структуру из двух колец, скреплённых частью SCC3 в форме наручников, причём в каждом кольце проходит нить ДНК.
В то время как имеются структуры многих субъединиц и их интерфейсов, структура всего комплекса когезина не была раскрыта. Наши знания о конформации когезина в основном получены с помощью электронной микроскопии. Эти исследования позволили обнаружить когезин в многочисленных конформациях, включая кольца, вытянутые стержни и совсем недавно — в свёрнутой конформации. Неизвестно, какая из конформаций преобладает внутри клетки и не индуцируются ли некоторые из них при подготовке образца.

## Функции
У кольца когезина есть три функции:
- Используется для удержания сестринских хроматид, соединёнными друг с другом в течение метафазы, гарантируя их соединение в процессе митоза (мейоза). После разделения две хроматиды движутся к противоположным полюсам клетки. Без когезина клетка не смогла бы контролировать изоляцию сестринских хроматид. Без когезина клетка не смогла бы контролировать сегрегацию (разделение) сестринских хроматид, поскольку не было бы возможности убедиться, что веретено деления, прикреплённое к каждой сестринской хроматиде, принадлежит к другому полюсу[13][14]. Вместе с когезином этот процесс регулируют и другие белки. Это PDS5A, PDS5B, NIPBL и ESCO1 в клетках млекопитающих[14].
- Облегчает присоединение веретена деления к хромосомам. Этот процесс тесно связано с правильной сегрегацией (разделения) сестринских хроматид к двум полюсам веретена. Дисрегуляция этого процесса приводит к преждевременному разделению хромосом и образованию мультиполярных веретён[15][16]. В процессе сборки с когезином связаны белки Шугошин 1 (англ. Shugoshin 1 или SGO1), Rae1 и NuMA[17][18].
- Облегчает  восстановление ДНК путём рекомбинации. Участвует в восстановлении двунитевых разрывов ДНК посредством гомологичной рекомбинации, когда сестринская хроматида используется в качестве шаблона для восстановления последовательности[19].
- Недавно было обнаружено множество новых функций когезина в различных клеточных процессах. Было показано, что когезин отвечает за регуляцию транскрипции, репарацию двунитевых разрывов ДНК, конденсацию хромосом, спаривание гомологичных хромосом во время мейоза I, моноориентацию сестринских кинетохоров во время мейоза I, негомологичное сцепление центромер, архитектуру и перестройку хромосом, репликацию ДНК и т.д. [20].

## Диссоциация сцепления сестринских хроматид

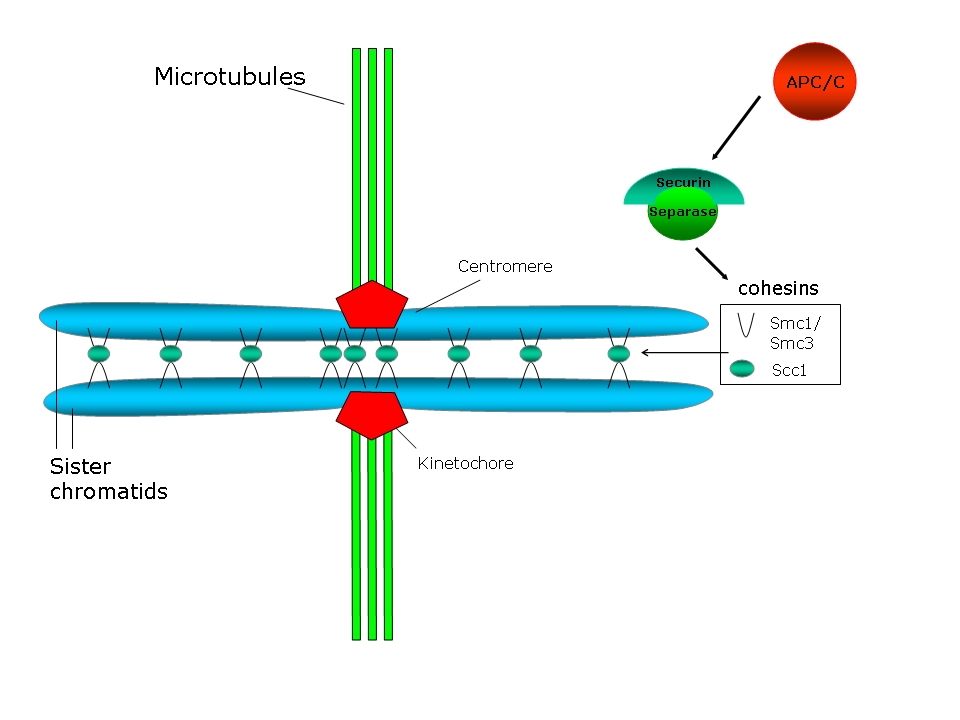
Схема, показывающая сцепление сестринских хроматид, закреплённых на микротрубочках веретена через их кинетохоры.

Комплекс, стимулирующий анафазу, связанный с Cdc20 (APC/C-cdc20), помечает секурин (ингибитор анафазы) для деградации протеасомой. Секурин расщепляется в анафазе после деградации, опосредованной APC/C-cdc20, и заставляет сепаразу (протеазу, ингибируемую ассоциацией с секурином) расщеплять субъединицу клейзина. Альфа-клейзин связан с комплексом когезина, связывая вместе SMC3 и SMC1, при этом конкретный клейзин варьируется между митозом и мейозом (Scc1 и Rec8 соответственно), и его расщепление в конечном итоге приводит к удалению когезина из хромосом.
Диссоциация когезии (сцепления или сплочённости) сестринских хроматид определяет наступление анафазы, в результате чего на каждом полюсе клетки (телофаза) образуются два набора одинаковых хромосом. Затем две дочерние клетки разделяются, и в каждой из них начинается новый виток клеточного цикла, на стадии G0. Когда клетки готовы к делению, потому что их размер достаточно велик или потому что они получают соответствующий стимул, они активируют механизм для вступления в стадию G1 клеточного цикла и дублируют большинство органелл в S-фазе (синтеза), включая свою центросому. Поэтому, когда процесс клеточного деления завершится, каждая дочерняя клетка получит полный набор органелл. В то же время во время S-фазы все клетки должны очень точно продублировать свою ДНК — этот процесс называется репликацией ДНК. После завершения репликации ДНК у эукариот молекула ДНК уплотняется и конденсируется, образуя митотические хромосомы, каждая из которых состоит из двух сестринских хроматид, удерживающихся вместе за счёт установления когезии (сцепления) между ними; каждая хроматида представляет собой законченную молекулу ДНК, прикреплённую с помощью микротрубочек к одной из двух центросом делящейся клетки, расположенных на противоположных полюсах клетки. Чтобы избежать преждевременного разделения сестринских хроматид, APC/C поддерживается в неактивном состоянии, связываясь с различными молекулами, которые являются частью сложного механизма, называемого контрольной точкой сборки веретена.

## Механизм действия
Сейчас ещё не очень понятно, как кольца когезина сплачивают (т.н. ассоциация) сестринские хроматиды. Предполагают два возможных варианта:
1. Части когезина присоединяются к каждой хроматиде и формируют мост между двумя из них.
2. После образования у когезина структуры кольца появляется возможность заключать хроматиды в эти кольца.

По современным данным, второй вариант более вероятен. Белки, которые  необходимы для когезии (сцепления или сплочённости) сестринских хроматид, такие как Smc3 и Scc1, не регулируют образование ковалентных связей между когезином и ДНК, показывая, что взаимодействия с ДНК не достаточно для процесса когезии. В дополнение к этому, разрушение структуры кольца в когезине через расщепление Smc3 или Scc1 вызывает преждевременную сегрегацию (разделение) сестринских хроматид in vivo. Это показывает, что образование кольца когезина важно для выполнения его функций.
В ранних исследованиях предлагались различные способы захвата ДНК когезином, в том числе в виде мономера, удерживающего оба гомолога вместе, и модель «наручников», когда два переплетающихся комплекса когезина удерживают по одной сестринской хроматиде. Хотя некоторые исследования поддерживают идею модели «наручников», эта модель не согласуется с рядом экспериментальных наблюдений, и обычно считается, что хроматин захватывается как мономер.
До сих пор ещё не известно, сколько колец когезина требуется для удержания сестринских хроматид вместе. По одной из версий, одно кольцо окружает хроматиды. Другая версия допускает образование димера, где каждое кольцо окружает одну сестринскую хроматиду. Эти два кольца соединены друг с другом через мост, который удерживает две хроматиды вместе.
Топология и структура этих субъединиц лучше всего охарактеризована у почкующихся дрожжей, но сохранение последовательности этих белков, а также биохимические и электронно-микроскопические наблюдения позволяют предположить, что когезиновые комплексы у других видов очень похожи по своей структуре, .
Комплекс когезии образуется на начальных этапах S-фазы. Комплексы взаимодействуют с хромосомами перед началом репликации ДНК. Когда клетка начинает дупликацию ДНК, кольца когезина закрываются и соединяют сестринские хроматиды вместе. Комплексы когезина обязательно должны присутствовать в течение S-фазы для того, чтобы когезия имела место. Однако непонятно, как когезин прикрепляется к хромосомам в течение G1-фазы. Сейчас существуют две гипотезы:
1. АТФазы белков SMC взаимодействуют с ДНК, и это взаимодействие опосредует присоединение колец когезина к хромосомам.
2. Некоторые дополнительные белки помогают процессу рекрутирования. Например, Scc2 и Scc4 необходимы для рекрутирования когезина в почкующихся дрожжах.

## Локализация когезиновых колец
Считается, что связывание когезина вдоль хромосомной ДНК является динамическим, и его расположение меняется в зависимости от транскрипции гена, специфической последовательности ДНК и присутствия хромосомно-ассоциированных белков. Существует три возможных сценария:
1. На расположение когезина влияет ориентация соседних генов, и он чаще всего располагается в областях конвергентной транскрипции. Ориентация генов зависит от направления транскрипции и может быть трёх типов: «голова к голове», «голова к хвосту» и «хвост к хвосту». Конфигурация «хвост к хвосту» приводит к сближению транскрипционных механизмов. Одна из гипотез гласит, что РНК-полимераза «толкает» когезин вдоль ДНК, заставляя его двигаться в направлении РНК-полимеразы. Изменение транскрипции генов меняет расположение когезина, что указывает на то, что локализация когезина может зависеть от транскрипции[28].
2. В другой модели экструзия (проталкивание) хроматиновых петель стимулируется суперспирализацией, посредством генерируемой транскрипцией, обеспечивающая также быструю релокализацию когезина и рост петель с разумной скоростью и в правильном направлении. Кроме того, механизм экструзии петель под действием суперспирализации согласуется с более ранними объяснениями, согласно которым топологично-ассоциированные домены (TAD), фланкированные конвергентными сайтами связывания CTCF, образуют более стабильные хроматиновые петли, чем TAD, фланкированные дивергентными сайтами связывания CTCF. В этой модели суперскручивание также стимулирует контакты энхансер-промотор, и предполагается, что транскрипция мРНК посылает первую волну суперспирализации, которая может активировать транскрипцию мРНК в данном TAD[29].
3. Несколько колец когезина обнаружены в хромосомных рукавах, имеющих AT-богатые последовательности ДНК, что указывает на то, что последовательность ДНК может быть независимым фактором связывания когезина[28].
4. Когезиновые кольца, особенно у почкующихся дрожжей, также расположены в области, окружающей центромеру[28]. Это можно объяснить двумя гипотезами: наличием повторяющейся гетерохроматической ДНК в центромерах и присутствием ассоциированных с хромосомой белков. Например, у Schizosaccharomyces pombe есть несколько копий специфической гетерохроматической ДНК, участие которой в когезионном связывании доказано. У почкующихся дрожжей нет повторяющихся последовательностей, и поэтому для когезионного связывания требуется другой механизм. Есть основания полагать, что связывание когезина с центромерной областью почкующихся дрожжей зависит от ассоциированных с хромосомой белков кинетохора, которые опосредуют ассоциацию когезина с перицентрическими областями (кинетохор является усилителем перицентрического связывания когезина)[30].

## Роль в механизмах дифференцировки
Когезин представляет собой мультибелковый комплекс, управляющий трехмёрной структурой хроматина. Предполагается что факторы плюрипотентности совместно с белковыми комплексами, такими как когезин и медиатор (мультибелковый комплекс, функционирующий как транскрипционный коактиватор ) совместно с CCCTC связывающим фактором, транскрипционным репрессором CTCF  управляют формированием уникальной трехмерной  структуры генома, способствующей индукции плюрипотентности и ее стабилизации , а также предопределяют направление процессов дифференцировки. Так, нокдаун с помощью интерферирующей РНКi  гена SMC1 кодирующего  один из белков когезина (необходимого для образования внутрихромосомной петли сближающей промотор гена с последующим энхансером (что необходимо  для активации эндогенных генов плюрипотентности), делает невозможным достижение плюрипотентности.

## Участие в мейозе
Когезиновые белки SMC1β, SMC3, REC8 и STAG3 участвуют в когезии (сцеплении) сестринских хроматид на протяжении всего мейотического процесса в ооцитах человека. Белки SMC1β, REC8 и STAG3 являются когезинами, специфичными для мейоза.
Белок STAG3, по-видимому, необходим для мейоза женских половых клеток. Гомозиготная мутация со сдвигом рамки в гене STAG3 была выявлена в большой кровосмесительной семье с преждевременной недостаточностью яичников. Кроме того, самки мышей, дефицитные по STAG3, стерильны, а их эмбриональные яйцеклетки останавливаются делиться на ранней профазе 1.

## Эволюция
В ходе эволюции структура и функции когезинов проявляют высокую консервативность. SMC-белки встречаются у прокариот и также являются эволюционно консервативными. Спирали SMC1 и SMC3 являются консервативными, а расхождения в аминокислотах составляют менее 0,5 %.
| Название | Saccharomyces cerevisiae | Schizosaccharomyces pombe | Drosophila | Позвоночные |
| -------- | ------------------------ | ------------------------- | ---------- | ----------- |
| Smc1     | Smc1                     | Psm1                      | DmSmc1     | Smc1        |
| Smc3     | Smc3                     | Psm3                      | DmSmc3     | Smc3        |
| Scc1     | Mcd1/Pds3                | Rad21                     | DmRad21    | Rad21       |
| Scc3     | Scc3                     | Psc3                      | DmSA       | SA1 and SA2 |

## Клиническое значение
Термин «когезинопатия» используется для описания патологических состояний, затрагивающих когезиновый комплекс.
К таким состояниям относятся:
- синдром Корнелии де Ланге[47].
- синдром Робертса
- синдром Варшавского разрыва (Варшавский синдром)
- многие виды злокачественных новообразований.